# The Walk
«The Walk» es el noveno sencillo editado por la banda británica The Cure. Lanzado como sencillo independiente, tanto la canción que da título al sencillo como "Lament", "The Dream" y "The Upstairs Room" serían posteriormente incluidos en el recopilatorio de sencillos Japanese Whispers.
Uno de los lados B de "The Walk", "Lament" es una regrabación de un sencillo promocional lanzado a finales de 1982 para la revista Flexipop. A diferencia de la versión anterior, experimental y confusa, las letras son entendibles y el sonido es más profesional, con una mayor fluidez.
El sencillo alcanzó el puesto 12 en las listas británicas de sencillos, convirtiéndose en el mayor éxito de The Cure hasta ese momento.

## Lista de canciones
Sencillo de 7"
1. "The Walk" - 3:30
2. "The Dream" - 3:12

Sencillo de 12"
1. "The Walk" - 3:31
2. "Lament" - 3:11
3. "The Upstairs Room" - 3:29
4. "The Dream" - 4:24

## Músicos
- Robert Smith - voz, guitarra eléctrica y sintetizadores
- Laurence Tolhurst - sintetizadores y caja de ritmos